# U.S. Men's Clay Court Championships 2013
Lo U.S. Men's Clay Court Championships 2013 è stato un torneo di tennis giocato sulla terra rossa. È stata la 103ª edizione dello U.S. Men's Clay Court Championships, che faceva parte della categoria ATP World Tour 250 series nell'ambito dell'ATP World Tour 2013. Si è giocato presso il River Oaks Country Club di Houston negli USA, dall'8 al 14 aprile 2013.

## Partecipanti

### Teste di serie
| Nazionalità | Giocatore         | Ranking | Testa di serie* |
| ----------- | ----------------- | ------- | --------------- |
| Spagna      | Nicolás Almagro   | 12      | 1               |
| Germania    | Tommy Haas        | 14      | 2               |
| Argentina   | Juan Mónaco       | 19      | 3               |
| Stati Uniti | Sam Querrey       | 20      | 4               |
| Stati Uniti | John Isner        | 23      | 5               |
| Spagna      | Fernando Verdasco | 30      | 6               |
| Italia      | Paolo Lorenzi     | 57      | 7               |
| Stati Uniti | Michael Russell   | 73      | 8               |

* Ranking del 1º aprile 2013.

### Altri partecipanti
I seguenti giocatori hanno ricevuto una wild-card per il tabellone principale:
- Steve Johnson
- Jack Sock
- Rhyne Williams

I seguenti giocatori sono entrati nel tabellone principale passando dalle qualificazioni:

- Facundo Argüello
- Robby Ginepri
- Gerald Melzer
- Bradley Klahn

## Campioni

### Singolare maschile
John Isner ha sconfitto in finale  Nicolás Almagro per 6–3, 7–5.
- È il sesto titolo in carriera per Isner, primo del 2013.

### Doppio maschile
Jamie Murray /  John Peers hanno sconfitto in finale  Bob Bryan /  Mike Bryan per 1–6, 7–6(3), [12–10].